# ديانت راديو
ديانت راديو (بالتركية: Diyanet Radyo) هي محطة راديو تركيا تملكهة رئاسة الشؤون الدينية التركية وتي آر تي بدأ الراديو في البث 9 تموز 2013.

## وصلات خارجية
موقع راديو ديانت على الإنترنت